# Kameren van Jan van Campen

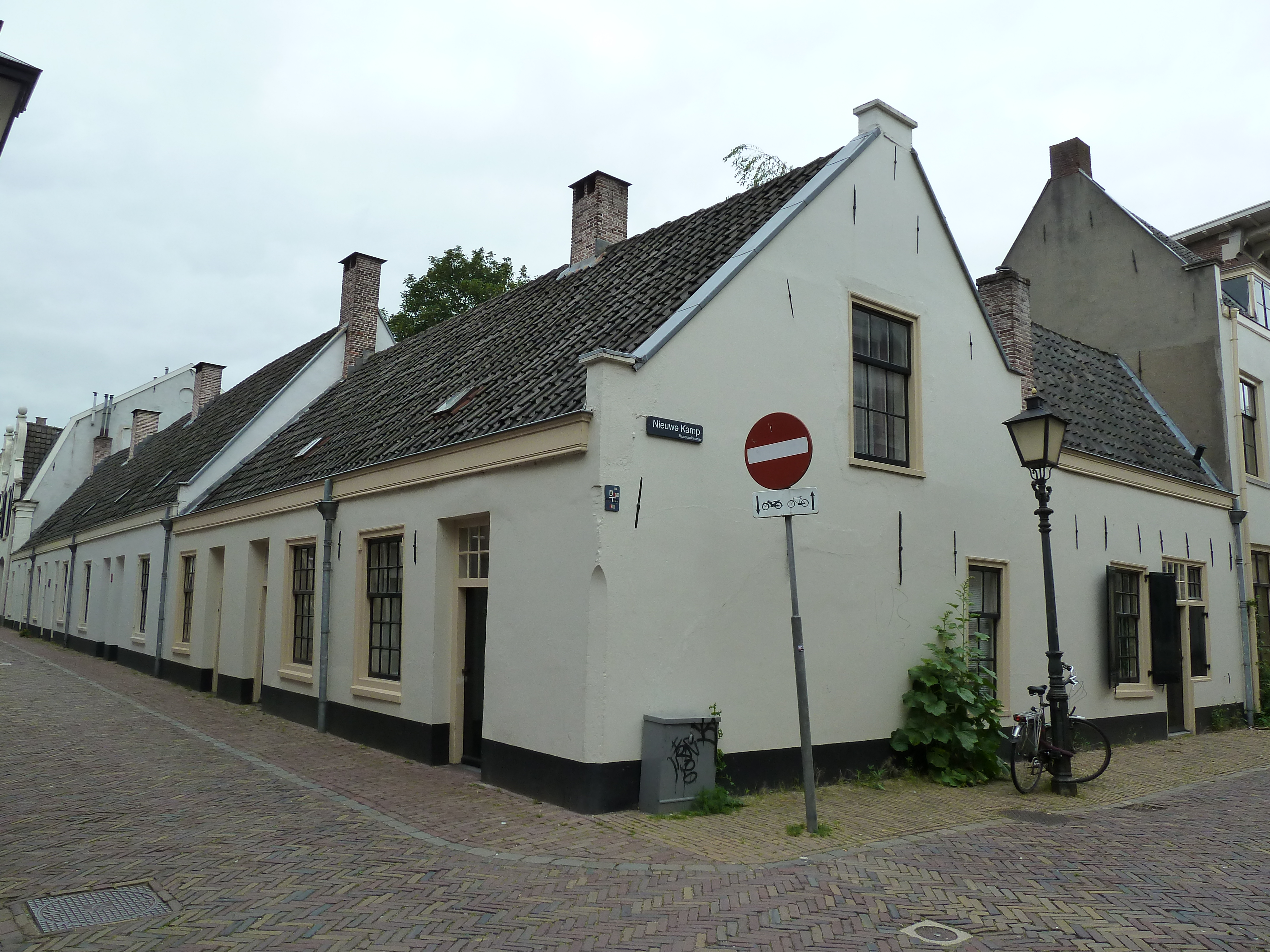
Kameren van Jan van Campen

De Kameren van Jan van Campen is een rijksmonument in de wijk Museumkwartier in de Nederlandse stad Utrecht. Het betreft een rijtje godskameren die in verschillende fases werden gebouwd, gewijzigd of gesloopt.
De geestelijke Jan van Campen liet vanaf de eerste helft van de 16e eeuw in verschillende fases de gebouwen bouwen waarin vier grote en negen kleine kameren werden gerealiseerd die bij testament in 1574 werden toegewezen aan de regenten van het ertegenover gelegen gasthuis Leeuwenberg, die ze beheerde als vrijwoningen. Omdat ook anderen aanspraak maakten op de erfenis werd pas in 1579 zijn woonhuis verbouwd tot nog drie kameren. Voor de aanleg van de straat Nieuwe Kamp in 1645 moesten twee kameren worden gesloopt maar aan de nieuwe straat werden een of twee nieuwe kameren gebouwd. De kameren in het voormalige woonhuis van Van Campen, tussen de straten Nieuwe Kamp en Achterom werden rond 1880 wegens bouwvalligheid gesloopt. Het gedeelte bij de Achterom werd daarbij verkocht en op de hoek van de Nieuwe Kamp en Schalkwijkstraat werden door de regenten nieuwe woningen gebouwd. Alle veertien kameren werden door de Regenten der Verenigde Gods- en Gasthuizen, die in 1817 het beheer over Leeuwenberg en de kameren hadden overgenomen, verkocht aan de gemeente Utrecht in 1953. De gemeente sloopte rond 1967 de huisjes uit 1880 en Schalkwijkstraat 10 werd in 1971 gesloopt om een doorgang te maken voor nieuw te bouwen lokalen voor de erachter gelegen school. Het gat dat daardoor ontstond werd afgesloten door een hek. De schoollokalen werden nooit gebouwd en het gesloopte pand werd bij de restauratie van de panden in 1988 hersteld maar dit huisnummer heeft geen monumentenstatus. Na de onbewoonbaarverklaring werden de woningen vanaf de jaren 60 in gebruik genomen als ateliers. Thans worden enkele huisjes weer bewoond. Een van de panden heeft nog een oorspronkelijke 17e-eeuwse spiltrap.

## Rijksmonumentennummers
450378 t/m 450385 en 450470